# Jacek Burglin
Jacek Burglin (ur. 29 sierpnia 1981) w Chojnicach – polski futsalista, bramkarz, trener.

## Przebieg kariery
Pierwszym futsalowym klubem Burgina był Holiday Chojnice, z którym zdobył wicemistrzostwo Polski w sezonie 2005/2006, a w sezonach 2003/2004 i 2004/2005 zajmował trzecie miejsce w lidze. Z Holidayem zdobył także Puchar Polski w 2006 roku. Od sezonu 2006/2007 jest zawodnikiem Red Devils Chojnice, z którym awansował do ekstraklasy. W sezonie 2012/2013 Red Devils wywalczyło wicemistrzostwo Polski, Jacek Burglin był jednak zawodnikiem chojnickiego klubu tylko w pierwszej rundzie tego sezonu. Był on także kapitanem Red Devils. Od drugiej rundy sezonu 2012/2013 do końca sezonu 2013/2014 był wypożyczony do AZS UG Gdańsk. Od początku sezonu 2014/2015 ponownie znajdował się w kadrze Red Devils. Po tym sezonie wrócił do gdańskiego klubu. W sezonie 2018/2019 był grającym trenerem AZS-u, z którym spadł do I ligi.
W 2008 roku został on powołany do reprezentacji Polski na towarzyski dwumecz z Libią, jednak mecze zostały odwołane.

## Sukcesy

### Klub
- Holiday Chojnice
  - Ekstraklasa: 
    -  2005/2006
    -  2003/2004; 2004/2005

  - Puchar Polski
    -  2006
    -  2004
- Red Devils Chojnice
  - Ekstraklasa: 
    -  2012/2013